# Larry Dale
Larry Dale, eigentlich Ennis Lowery, (* 7. Januar 1923 in Wharton, Texas; † 19. Mai 2010 in New York) war ein afroamerikanischer Bluessänger und Gitarrist.
Anfang der 1950er Jahre wurde Ennis Lowery vom Gitarrespiel B.B. Kings inspiriert. Bald darauf machte er erste Plattenaufnahmen, zunächst als Begleitmusiker von Bob Gaddy und Paul Williams (auf dem Jackson/Jax Label), mit Big Red McHouston & His Orchestra sowie unter dem inzwischen angenommenen Künstlernamen „Larry Dale“ (für das RCA-Sublabel Groove Records) mit einer Band, der auch der Gitarrist Mickey Baker und der Pianist Champion Jack Dupree angehörten.
Dale arbeitete mit dem Pianisten Bob Gaddy in den Clubs von New York, war aber auch ein gefragter Studiomusiker, der unter anderem bei allen vier 1956er bis 1958er Sessions von Dupree für die RCA-Sublabel Groove und Vik und auf dem bekanntesten Dupree-Album, dem 1958 für das Atlantic-Label eingespielten „Blues from the Gutter“ zum Einsatz kam. Seine Spielweise auf dieser LP hat Brian Jones (von den Rolling Stones) begeistert („Yeah! I have to play this… what a sound“).
Dale lieferte seine besten Aufnahmen zur Wende der 1950er zu den 1960er Jahren ab: Für Glover Records spielte er 1960 den Party-Blues „Let the Doorbell Ring“ und „Big Muddy“ ein, dann wiederbelebte er 1962 für Atlantic den Sticks-McGhee-Hit „Drinkin' Wine-Spo-Dee-O-Dee“.